# Кинэма Дзюмпо
«Кинэма дзюмпо» (яп. キネマ旬報 Кинэма дзюмпо:, букв. «ежедекадник о кинематографе») или более коротко «Кинэдзюн» (яп. キネ旬) — один из старейших и наиболее старый из сохранившихся до настоящего времени журналов о кинематографе Японии и мира, издаётся с 11 июля 1919 года. Издаётся издательским домом Kinema Junpo-sha.
Вне Японии наиболее известен как институция, присуждающая одноимённую престижную ежегодную (кроме 1943—1945 годов) национальную кинопремию, известную как Kinema Junpo Award, существующую в статуте, близком к современному, с 1926 года (в 1924—1925 годах премия присуждалась «лучшему артистическому» и «лучшему развлекательному» иностранным фильмам), являющуюся также старейшей кинопремией в мире.
Исходно выходил три раза в месяц, раз в декаду, что отразилось в названии (от старинного принципа японского календаря, делящего месяц на 3 декады, «дзюн»), по 1-м, 11-м и 21-м числам месяца, однако после Второй мировой войны журнал стал выходить реже, раз в две недели.
Журнал был основан группой из четырёх студентов архитектурного факультета Токийского технологического института (в то время — Токийской Высшей Технической Школы) во главе с Сабуро Танакой. Первые три выпуска были отпечатаны чёрно-белыми, на художественной бумаге объёмом в 4 страницы; на титульном листе первого выпуска помещены портреты актрис Лиллиан Гиш и Маргариты Фишер.
Первоначально «Кинэдзюн» специализировался на обозрении только зарубежного кино, в частности, из-за того, что его создатели и первые авторы придерживались принципов «Движения чистого кино», не воспринимавших всерьёз современное им кино Японии, представляющее собой на то время большей частью снятые на плёнку постановки театров кабуки и симпа. Впоследствии тематика журнала была расширена и на отечественные фильмы. Хотя журнал в течение долгого времени позиционировал себя как издание кинокритики, позднее он стал действовать как журнал о кино широкого профиля, рассказывающий также о киноиндустрии Японии, новых фильмах и течениях.
В начале 1940 года, в связи со Второй мировой войной, подчиняясь «мягко-настоятельной» просьбе правительства к массовым изданиям консолидироваться и «саморегулироваться», редакция журнала убирает из его названия западное заимствование «кинэма» (cinema), переименовываясь в «Эйга Дзюмпо» («ежедекадник о фильмах»), однако позже возвращается к уже привычному названию.
После того, как токийская редакция журнала была разрушена в 1923 году при Великом землетрясении Канто, «Кинэдзюн» продолжал издаваться в офисах, основанных в городах Асия и Нисиномия префектуры Хёго, однако позже его штаб-квартира вернулась в Токио.